# Борщи (Жмеринский район)
Борщи́ (укр. Борщі) — село на Украине, находится в Жмеринском районе Винницкой области.
Код КОАТУУ — 0520285606. Население по переписи 2001 года составляет 89 человек. Почтовый индекс — 23026. Телефонный код — 4341.
Занимает площадь 0,461 км².
До 17 июля 2020 года находилось в Барском районе Винницкой области.